# Walter Hüttenhofer
Walter Hüttenhofer (* 27. März 1937) ist ein ehemaliger deutscher Fußballspieler. 

## Karriere
Walter Hüttenhofer kam 1957 vom FV Ravensburg zu den Stuttgarter Kickers, für die er Erstligafußball in der Oberliga Süd spielte. Für die Kickers absolvierte er 15 Spiele und erzielte dabei zwei Tore. Sein Debüt gab er am 18. August 1957 bei der 0:2-Niederlage im Auswärtsspiel gegen den 1. FC Nürnberg. Danach war er noch für die zweite Mannschaft der Kickers aktiv. In den 1960ern gehörte er gemeinsam mit seinem Bruder Günter zu den Stammspielern des FV Ravensburg, der seinerzeit in der drittklassigen 1. Amateurliga Schwarzwald-Bodensee vertreten war.